# Ligne microruban
 (juillet 2015).
Si vous disposez d'ouvrages ou d'articles de référence ou si vous connaissez des sites web de qualité traitant du thème abordé ici, merci de compléter l'article en donnant les références utiles à sa vérifiabilité et en les liant à la section « Notes et références ».

Ligne microruban

Une ligne microruban (« microstrip line » en anglais) est une ligne de transmission planaire hyperfréquences.
C'est un ensemble de deux conducteurs : un ruban étroit (« microstrip »), séparé d'un large plan de masse par un substrat diélectrique.
Ses dimensions varient en fonction de sa fréquence de fonctionnement ; ses caractéristiques vont dépendre des matériaux utilisés (substrat et conducteur).